# Anatoli Timosxuk
Anatoli Timosxuk (Lutsk, 30 de març de 1979) és un exfutbolista ucraïnès, actualment entrenador.

## Trajectòria

### FC Volyn Lutsk
Va debutar com a futbolista professional al FC Volyn Lutsk de la segona divisió d'Ucraïna a la temporada 1995/96.

### FC Xhakhtar Donetsk
El març del 1998 el FC Xakhtar Donetsk obté els seus servicis.
Amb el FC Xakhtar Donetsk aconsegueix els títols de Lliga de les temporades 2001–02, 2004–05, 2005–06, i les Copes ucraïneses dels anys 2001, 2002 i 2004.

### FC Zenit Sant Petersburg
Al Febrer del 2007 Timosxuk fitxa pel FC Zenit Sant Petersburg per 15 milions d'euros, arribant a convertir-se fins i tot en el capità de l'equip. A la seva primera temporada amb l'equip rus aconsegueix la Lliga Premier de Rússia.
El 2008 aconsegueix la Copa de la UEFA guanyant la final al Rangers Football Club amb un resultat de 2-0, fins ara el seu únic títol Internacional. Amb l'equip rus també guanya la Copa russa de futbol de l'any 2010.

### Fußball-Club Bayern München
Va ser contractat pel Fußball-Club Bayern München a la temporada 2009/2010, agafant el número 44.
A la seva primera temporada guanya la 1. Bundesliga, la DFB Pokal i arriba a la final de la Lliga de Campions de la UEFA que perd amb l'Inter de Milà amb un resultat de 2-0. A la temporada següent guanya la Supercopa alemanya de futbol.

## Internacional
Timosxuk és el jugador amb més partits internacionals de la selecció d'Ucraïna i en va ser el segon capità. Amb la seva selecció va jugar la Copa del Món de Futbol de 2006, on van ser eliminats als quarts contra la selecció d'Itàlia amb un resultat de 3-0.

## Premis individuals
- Futbolista Ucrainès de l'Any: 2002, 2006, 2008
- Millor jugador de l'any a Rússia: 2007.